# Iván Antonio Marín López
Iván Antonio Marín López (Jardín, 13 maggio 1938) è un arcivescovo cattolico colombiano, dal 19 maggio 2018 arcivescovo emerito di Popayán.

## Biografia
Iván Antonio Marín López è nato a Jardín il 13 maggio 1938.

### Formazione e ministero sacerdotale
Dopo gli studi elementari nella sua città natale, ha frequentato il ciclo filosofico nel seminario di San Juan Eudes della diocesi di Jericó. Ha poi conseguito la laurea in teologia presso la Pontificia Università Javeriana di Bogotà.
L'8 dicembre 1964 è stato ordinato presbitero per la diocesi di Jericó dall'allora vescovo diocesano Augusto Trujillo Arango. Dopo l'ordinazione ha avuto l'opportunità di viaggiare in Spagna dove ha seguito un corso di specializzazione in pastorale presso l'Istituto sociale Leone XIII di Madrid.
Al suo ritorno in patria nel 1966 ha iniziato il ministero pastorale ed è stato: direttore della Caritas diocesana e dell'apostolato dei laici dal 1966 al 1970, membro del Consiglio centrale del sinodo della provincia ecclesiastica di Medellín dal 1968 al 1969, direttore del diaconato permanente dal 1971 al 1982 e direttore del Segretariato nazionale di pastorale sociale dal 1982 al 1987.
Nel 1987 è entrato in servizio nel Pontificio consiglio "Cor Unum" come sottosegretario. Nel 1992 è stato promosso segretario dello stesso dicastero.

### Ministero episcopale
Il 19 aprile 1997 papa Giovanni Paolo II lo ha nominato arcivescovo metropolita di Popayán. Ha ricevuto l'ordinazione episcopale il 6 giugno successivo dal cardinale Roger Etchegaray, presidente del Pontificio consiglio della giustizia e della pace, co-consacranti l'arcivescovo Paolo Romeo, nunzio apostolico in Colombia, e l'arcivescovo metropolita di Medellín Alberto Giraldo Jaramillo.
Nel settembre del 2012 ha compiuto la visita ad limina.
Dal 2011 al 3 dicembre 2013 è stato amministratore apostolico del vicariato apostolico di Guapi e dal 1º dicembre 2014 al 15 ottobre 2015 ha amministrato anche la sede episcopale di Mocoa-Sibundoy.
Il 19 maggio 2018 papa Francesco ha accolto la sua rinuncia al governo pastorale dell'arcidiocesi di Popayán per raggiunti limiti di età.

## Genealogia episcopale
La genealogia episcopale è:
- Cardinale Scipione Rebiba
- Cardinale Giulio Antonio Santori
- Cardinale Girolamo Bernerio, O.P.
- Arcivescovo Galeazzo Sanvitale
- Cardinale Ludovico Ludovisi
- Cardinale Luigi Caetani
- Cardinale Ulderico Carpegna
- Cardinale Paluzzo Paluzzi Altieri degli Albertoni
- Papa Benedetto XIII
- Papa Benedetto XIV
- Papa Clemente XIII
- Cardinale Marcantonio Colonna
- Cardinale Giacinto Sigismondo Gerdil, B.
- Cardinale Giulio Maria della Somaglia
- Cardinale Carlo Odescalchi, S.I.
- Vescovo Eugène de Mazenod, O.M.I.
- Cardinale Joseph Hippolyte Guibert, O.M.I.
- Cardinale François-Marie-Benjamin Richard de la Vergne
- Vescovo Marie-Prosper-Adolphe de Bonfils
- Cardinale Louis-Ernest Dubois
- Cardinale Georges-François-Xavier-Marie Grente
- Arcivescovo Marcel-Marie-Henri-Paul Dubois
- Cardinale Gabriel Auguste François Marty
- Cardinale Roger Etchegaray
- Arcivescovo Iván Antonio Marín López